# Type 3 Chi-Nu
Type 3 Chi-Nu (Japans: 三式中戦車 チヌ, San-shiki chusensha Chi-nu?) is een Japanse tank uit de Tweede Wereldoorlog.

## Ontwikkeling
Type 3 Chi-Nu was een van de vele verbeteringen van Type 97 Chi-Ha in een serie van middelzware tanks begonnen met Type 1 Chi-He. Type 3 Chi-Nu had dezelfde romp en ophanging als Type 97 Chi-Ha maar een grotere koepel met een Type 3 75 mm kanon, een van de zwaarste kanonnen ooit gebouwd in een Japanse tank tijdens de oorlog. Het Type 3 kanon was gebaseerd op een Japans Type 90 kanon. Deze was weer gebaseerd op een Franse Canon de 75 M(montagne) modele 1919 Schneider kanon.
Type 3 Chi-Nu was snel ontwikkeld om af te rekenen met de Amerikaanse M4 Sherman tank, deze tank was superieur aan elke tank uit het keizerlijk Japanse leger. De originele opvolger van Type 97 Chi-Ha was de Type 4 Chi-To. Maar de ontwikkeling van de tank was vertraagd en er was een snelle noodoplossing nodig. De ontwikkeling van Type 3 Chi-Nu begon in mei 1944 en werd afgerond in oktober. De ontwikkeling duurde slecht een half jaar, de tank werd gebouwd tot aan het einde van de oorlog.

## Inzet
Type 3 Chi-Nu was gestationeerd op de Japanse eilanden om het te verdedigen tegen de geallieerde troepen; een aanval die nooit plaatsvond omdat Japan zich overgaf na de atoombommen op Hiroshima 6 augustus 1945 en 9 augustus 1945 op Nagasaki. Hierdoor werd Type 3 Chi-Nu nooit ingezet. Er zijn ongeveer tweehonderd exemplaren gebouwd tijdens de oorlog.